# Ringgenburg (Esenhausen)
Die Ringgenburg, auch Rinkenburg genannt, ist eine abgegangene Höhenburg auf 718,1 m ü. NN nördlich von Esenhausen, einem Ortsteil der Gemeinde Wilhelmsdorf im Landkreis Ravensburg in Baden-Württemberg.

## Geschichte
Die Burg auf dem bis zu 726 Meter hohen Rinkenburg, eine Moräne des Rheingletschers, wurde um das Jahr 1200, vermutlich an der Stelle einer keltischen Fliehburg, von den Herren von Ringgenburg als deren Stammsitz erbaut. 1296 schenkte Johannes von Ringgenburg die Burg, den Ort Esenhausen und das Patronat über die Pfarrkirche St. Felix und Adauktus dem Deutschen Orden. 1363 ging der Besitz an das Kloster Weingarten.

## Beschreibung
Der gut erkennbare Burgstall der ehemaligen Spornburg liegt auf einem nach Nordwesten ragenden flachen Bergsporn. Er besteht aus einer Haupt- und einer Vorburg. Sie sind durch einen heute etwa noch vier Meter tiefen, und oben etwa 25 Meter breiten keilförmigen Abschnittsgraben getrennt. Die im Südosten an die Hochebene grenzende Vorburg ist nahezu rechteckig, etwa 55 Meter lang und 52 Meter breit. Die Hauptburg im Nordwesten ist etwa 45 Meter breit, am Sporn ungleichmäßig gerundet und insgesamt etwa 63 Meter lang. In beiden Bereichen sind Vertiefungen zu erkennen, direkt am Sporn im gerundeten Bereich der Hauptburg, treten Wallreste und Vertiefungen gehäuft auf.
Die Vorburg wurde gegen die Hochebene durch einen Graben mit vorgelegtem Wall geschützt, Vorwall und Graben sind flach, aber noch zu erkennen.

### Figur des Ringgenburg Waldweibles
Die „Figur des Ringgenburg Waldweibles“ erinnert an die entbehrungsreiche Zeit der kalten Winter des Mittelalters. Die Legende sagt, dass der habgierige Ortolfus de Rinchenburc, Herrscher auf Riggenburg, die nach Pilzen, Beeren und Heilkräutern suchenden Waldweiblein mit kräftigen Hieben aus dem Wald treiben ließ, es immer toller trieb, bis ihn eines Tages ein Waldweiblein laut verfluchte. Ortolfus ließ das Waldweiblein wegen Hexerei verbrennen.